# スヌーク (原子力潜水艦)
|          |                                                   |
| 艦歴     |                                                   |
| 発注     | 1957年1月18日                                     |
| 起工     | 1958年4月7日                                      |
| 進水     | 1960年10月31日                                    |
| 就役     | 1961年10月24日                                    |
| 退役     | 1986年11月14日                                    |
| その後   | 原子力艦再利用プログラム                          |
| 除籍     | 1986年11月14日                                    |
| 性能諸元 |                                                   |
| 排水量   | 水上 2,830トン、水中 3,500トン                    |
| 全長     | 251 ft 9 in (76.7 m)                              |
| 全幅     | 32 ft (9.8 m)                                     |
| 吃水     | 28 ft (8.5 m)                                     |
| 機関     | S5W reactor                                       |
| 最大速   | 水上 15ノット (28 km/h) 水中 30+ノット (56+ km/h) |
| 乗員     | 士官、兵員118名                                   |
| 兵装     | 21インチ魚雷発射管6門                             |

スヌーク (USS Snook, SSN-592) は、アメリカ海軍の潜水艦。スキップジャック級原子力潜水艦の一隻。艦名はスズキ目に属するホソアカメに因む。その名を持つ艦としてはガトー級潜水艦68番艦(SS-279)以来2隻目。

## 艦歴
スヌークは1958年4月7日にミシシッピ州パスカグーラのインガルス造船所で起工した。1960年10月31日にジョージ・L・ウォーリング夫人（スヌーク (USS Snook, SS-279) 艦長ジョン・F・ウォーリング中佐の母）によって命名、進水し、1961年10月24日に艦長ハワード・バックネル三世中佐の指揮下就役する。
ピュージェット・サウンド海域での整調に続いて、スヌークは1962年6月23日にカリフォルニア州サンディエゴを出航、第7艦隊の1隻として西太平洋に展開し、12月21日に母港に帰還した。1963年2月1日、船体の広範囲な改良のためにヴァレーホのメア・アイランド海軍造船所に入渠する。作業完了後8月23日にメア・アイランドを出航し、サンディエゴ海域での作戦活動後再びメア・アイランド海軍造船所に入渠し3ヶ月半の修理および新型の電子機器を搭載し、続いて第7艦隊に加わって西太平洋に展開する。
サンディエゴ海域での沿岸作戦活動後、スヌークは1965年3月19日に出航し太平洋西部で6ヶ月の配備に就いた。この配備におけるハイライトは日本の佐世保および韓国の鎮海への訪問であった。配備の功績によりスヌークは殊勲部隊章を受章した。サンディエゴへ帰還するとスヌークは続く6ヶ月間を音響公試および乾ドックでの維持作業で費やし、1966年4月16日に太平洋西部に向かった。この配備においてスヌークは沖縄、横須賀、佐世保、鎮海、スービック海軍基地を訪問し、11月19日にサンディエゴへ帰還した。
1967年3月19日、スヌークはサンディエゴを出航しワシントン州ブレマートンのピュージェット・サウンド海軍造船所に向かった。同所で14ヶ月のオーバーホールおよび燃料補給を受ける。1968年6月30日にサンディエゴに帰還し、沿岸での活動を再開、それにはアーチャーフィッシュ (USS Archerfish, AGSS-311) を標的として海没処分する作業も含まれた。
スヌークは1969年前半4ヶ月を様々な対潜水艦戦演習への参加および海外配備の準備で費やした。5月に再び西太平洋配備へ出航し、7ヶ月に及ぶ活動の後12月22日に母港に帰還した。1970年1月後半に僚艦と共に演習「アップタイド」に参加する。6月から9月までメア・アイランド海軍造船所に入渠し、サンディエゴに帰還すると第7艦隊との6ヶ月の配備に赴く。サンディエゴには1971年7月12日に帰還した。その後はカリフォルニア州沿岸での作戦活動で年末まで過ごした。
1972年最初の4ヶ月はサンディエゴ海域での活動に従事し、5月13日に出航、2ヶ月の巡航でベトナムのアメリカ軍を支援し、台湾の高雄を訪問した。ピュージェット・サウンド海軍工廠で乾ドックの作業を受けた後、スヌークは1973年1月10日に出航し8度目の第7艦隊との配備に就いた。この配備では真珠湾とグアム島を訪問している。
スヌークは6月16日にサンディエゴに帰還し、4週間の維持調整作業の後、4週間のソナー評価試験に従事した。演習「COMTUEX 12-73」に参加した後11月26日に、燃料補給およびオーバーホールのためメア・アイランド海軍造船所に入渠した。
スヌークは1986年11月14日に退役、同日除籍された。船体は原子力艦再利用プログラムに従ってワシントン州ブレマートンで1996年10月1日に解体が始められ、1997年6月30日に解体が完了した。